# Disibodenberg (Naturschutzgebiet)
Der Naturschutzgebiet Disibodenberg liegt im Landkreis Bad Kreuznach in Rheinland-Pfalz und wurde erstmals 1955 ausgewiesen.
Das rund neun Hektar große Gebiet befindet sich in der Ortsgemeinde Odernheim am Glan in der Verbandsgemeinde Bad Sobernheim. Es umfasst das ganze Waldgebiet auf dem Disibodenberg mit Ausnahme eines eingeschlossenen Wiesengeländes. Die Klosterruine Disibodenberg mit der als Naturdenkmal geschützten Disiboduseiche liegt innerhalb des Naturschutzgebiets.

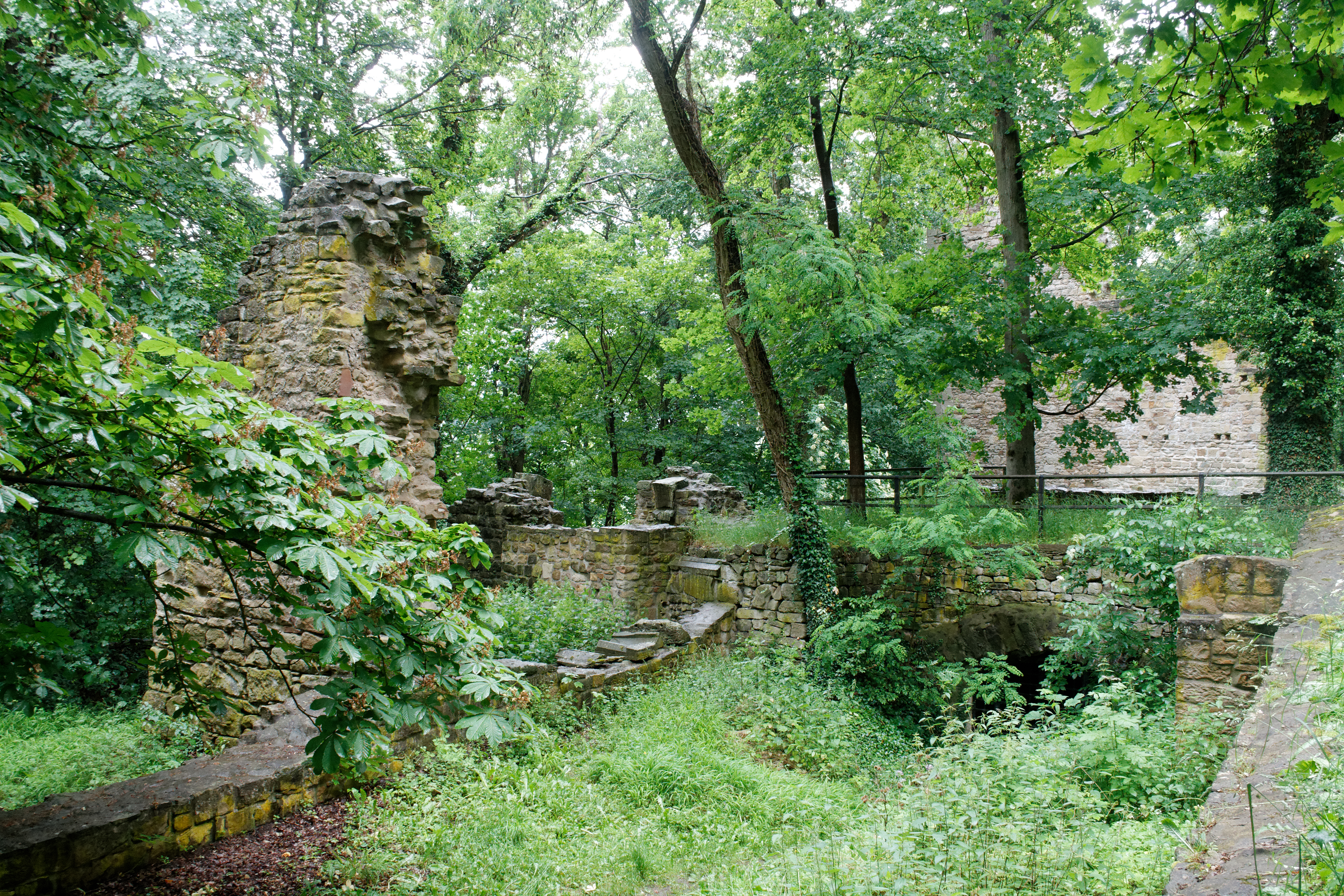
Vegetation im Ruinenbereich
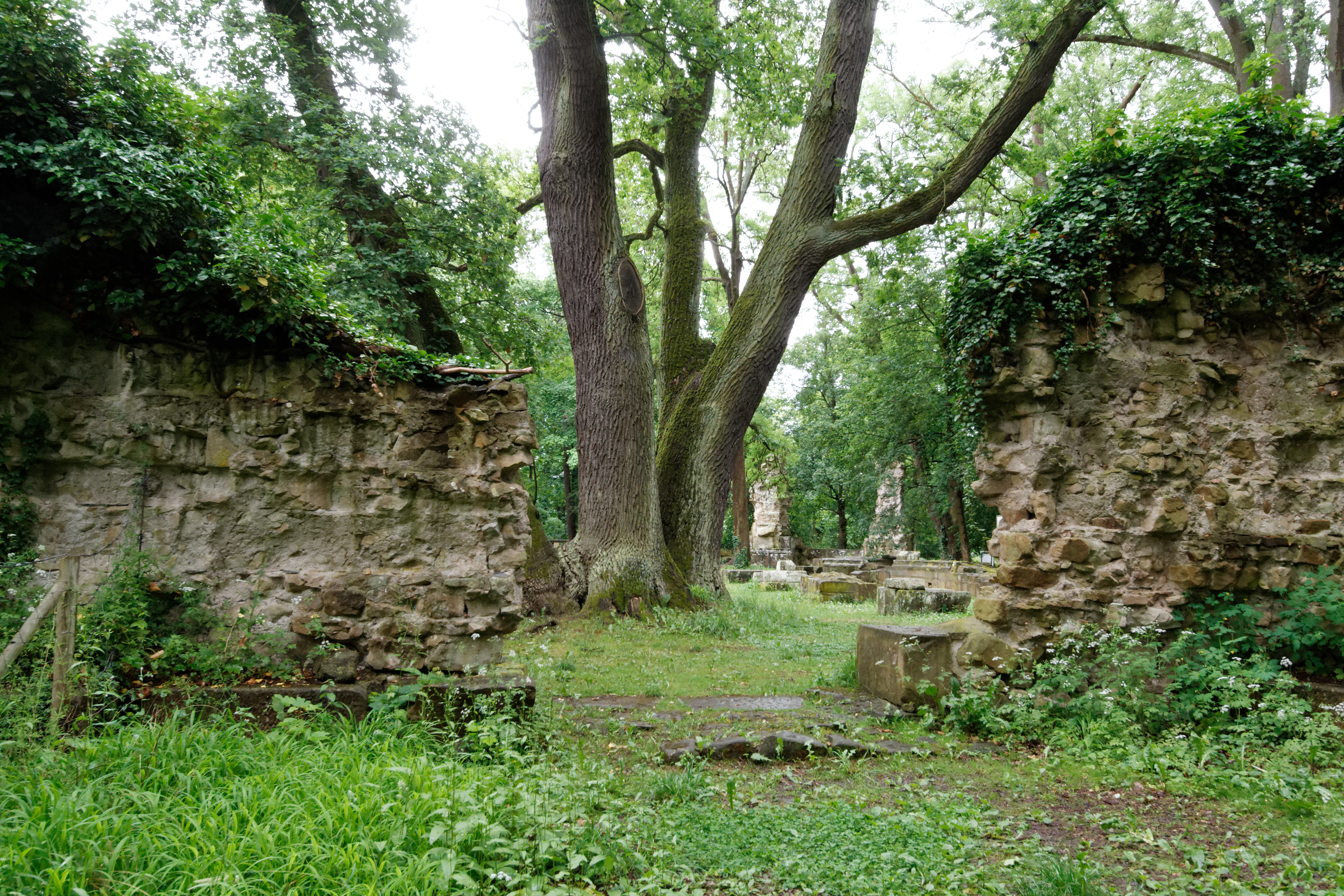
Naturdenkmal Disiboduseiche